# Samuel Giguère
 (décembre 2022).
Pour les articles homonymes, voir Giguère.
(en) Statistiques sur pro-football-reference
Samuel Giguère, né le 11 juillet 1985 à Sherbrooke, était un joueur canadien de football canadien et de football américain évoluant au poste de receveur éloigné pour les Eskimos d'Edmonton (dorénavant appelé les Elks d'edmonton). Il fait partie de l'équipe canadienne de bobsleigh  comme serre-frein.

## Biographie
Étudiant de l'université de Sherbrooke, il joue avec l'équipe de football du Vert & Or de 2005 à 2007.
Il est sélectionné lors du repêchage 2008 de la Ligue canadienne de football (LCF) en 8e position par les Tiger-Cats de Hamilton. Néanmoins, même s'il n'est pas sélectionné lors du repêchage 2008 de la National Football League (NFL), il signe un contrat avec les Colts d'Indianapolis. Après deux saisons, il signe avec les Giants de New York mais est libéré avant le début de la saison. Il joue finalement avec les Tiger-Cats de Hamilton et revient donc dans la LCF. En 2015, il a évolué avec les  Alouettes de Montréal. Libéré par les Alouettes en novembre 2017, il signe, en juin 2018, avec les Eskimos d'Edmonton avant d'être libéré par l'équipe au mois d'Août.